# 基亞帕哈縣 (內布拉斯加州)
基亞帕哈縣（英語：Keya Paha County）是美国內布拉斯加州北部的一個縣，北鄰南达科他州，南界奈厄布拉勒河，面積2,005平方公里。根據2020年美國人口普查，共有人口769人。縣治斯普林維尤 （Springview）。該縣成立於1884年11月4日，縣政府成立於1885年3月22日；縣名來自基亞帕哈河，河名是拉科塔语「龜山河」的意思（語出當地的山丘）。